# Krásný Dvůr
Krásný Dvůr – wieś oraz gmina, położona w kraju usteckim, w powiecie Louny, w Czechach.

## Historia
Pierwsza pisemna wzmianka o wsi pochodzi z roku 1295.

## Ludność
| Rok             | 1869 | 1880 | 1890 | 1900 | 1910 | 1921 | 1930 | 1950 | 1961 | 1970 | 1980 | 1991 | 2001 | 2011 |
| --------------- | ---- | ---- | ---- | ---- | ---- | ---- | ---- | ---- | ---- | ---- | ---- | ---- | ---- | ---- |
| Liczba ludności | 2326 | 2599 | 2481 | 2195 | 2176 | 2266 | 2025 | 1080 | 1132 | 993  | 978  | 834  | 718  | 727  |

## Atrakcje
- Zamek - położony na południowych obrzeżach miejscowości
- Posąg św Floriana
- Pomnik ofiar II WŚ
- Krzyż Pamięci
- Kalwaria - przeniesiona, znajduje się obecnie w parku[3]

## Części gminy
- Krásný Dvůr
- Brody
- Chotěbudice
- Chrašťany
- Němčany
- Vysoké Třebušice
- Zlovědice